# 杨玉芳
杨玉芳（1950年—），女，汉族，中华人民共和国心理学家，中国共产党党员，曾任中国科学院心理研究所所长，第十一、十二届全国政协委员。

## 生平
2008年，当选第十一届全国政协委员，代表科学技术界，分入第二十九组。